# Heavy Love
Heavy Love è il quarto album in studio della cantante britannica Louise, pubblicato nel 2020.

## Descrizione
Il disco, anticipato dal singolo Stretch pubblicato nel marzo 2019, include collaborazioni con Clean Bandit, Eg White, Raye, Karen Poole e Sinéad Harnett. 
Il brano Wonder Woman è una cover di JoJo.

## Tracce
Edizione Standard
1. Stretch – 3:23
2. Lead Me On – 3:43
3. Breaking Back Together – 3:08
4. Not the Same – 2:57
5. Small Talk – 3:03
6. Hurt – 3:16
7. Hammer – 3:43
8. Just a Minute – 2:51
9. Wonder Woman – 4:10
10. Hands on the Sink – 3:31
11. Straight to My Heart – 3:34
12. Wrong – 3:12

Edizione Deluxe
1. Give You Up – 3:53
2. Straight to My Heart – 3:34
3. Villain – 3:07
4. Settle for Nothing – 3:10
5. Wrong – 3:12